# David Gerrold
David Gerrold (n. 24 ianuarie 1944, Chicago, Illinois, SUA) este un scenarist și romancier american de science fiction. A scris scenariul pentru episodul Star Trek, „Animăluțe de companie”, a creat rasa Sleestak pentru serialul TV Land of the Lost (Lumea pierdută) din 1974 și a scris nuvela The Martian Child - "Copilul de pe Marte", care a câștigat premiile Hugo și Nebula și a fost adaptată într-un film omonim în 2007 cu John Cusack în rolul principal.

## Biografie și carieră
Gerrold s-a născut ca Jerrold David Friedman dintr-o familie de evrei la 24 ianuarie 1944 în Chicago, Illinois. A urmat liceul Van Nuys și a absolvit liceul Ulysses S. Grant în prima sa clasă de absolvire, Los Angeles Valley College și San Fernando Valley State College (acum California State University, Northridge).
După succesul său timpuriu cu "The Trouble with Tribbles", Gerrold a continuat să scrie scenarii de televiziune (mai ales pentru serii science fiction, cum ar fi Land of the Lost, Babylon 5, Călătorii în lumi paralele și Zona crepusculară). De asemenea, a avut mai multe apariții nemenționate în serialul TV Teoria Big Bang.  Pentru universul Star Trek a mai scris două episoade Star Trek: The Animated Series în 1973 și respectiv 1974: "More Tribbles, More Troubles" și "Bem". Pentru Star Trek: The Next Generation a scris episodul nefilmat "Blood and Fire", cu un cuplu LGBT în echipajul navei Enterprise.  Scenariul a fost adaptat într-o carte (ISBN 1932100113) și în cele din urmă a fost filmat ca două episoade Star Trek: New Voyages: "Blood and Fire, Part 1" (decembrie 2008) și "Blood and Fire, Part 2" (noiembrie 2009) ambele regizate de David Gerrold și scrise de Gerrold și Carlos Pedraza. Ca actor a apărut într-un rol minor în Star Trek: The Motion Picture și în episodul Star Trek: Deep Space Nine,  "Trials and Tribble-ations".
Romanele sale science fiction includ The Man Who Folded Himself (1973), despre un om care moștenește o centură de călătorie în timp și When HARLIE Was One (1972), care descrie relația unei inteligențe artificiale cu creatorii săi. When HARLIE Was One a fost nominalizat pentru cel mai bun roman atât pentru Premiul Hugo, cât și pentru Premiul Nebula. Acest roman este remarcabil ca fiind unul dintre primele care descriu un virus de calculator. O ediție revizuită, intitulată When HARLIE Was One, Release 2.0, a fost publicată în 1988, încorporând noi perspective și reflectând noi evoluții în domeniul informaticii. 
Gerrold este autorul seriei de cărți War Against the Chtorr, despre o invazie a Pământului de către extratereștri misterioase: A Matter for Men (1983), A Day for Damnation (1985), A Rage for Revenge (1989) și A Season for Slaughter (1993). El a anunțat în cele din urmă că ceea ce inițial trebuia să fie o trilogie ar necesita de fapt șapte cărți. În 2017, el a anunțat că a cincea carte, acum intitulată A Nest for Nightmares și cea de-a șasea carte, A Method For Madness, se apropie de finalizare, la două decenii după ce a apărut ultima carte.  Gerrold are în vedere mai multe modalități de a strânge bani pentru a termina finalizarea organizării materialului și a scrisului final pentru cele două cărți.
Invazia extraterestră este una ecologică. În loc ca pământenii să Terra-formeze o altă planetă, extratereștrii "Chtorra-formează" Pământ. În locul armatelor, agresorii nevăzuți dezlănțuie treptat plantele și animalele de pe planeta lor mai veche și mai evoluată (care este indicată ca fiind probabil cu jumătate de miliard de ani mai veche decât Pământul și care a evoluat într-o competiție mai eficientă). Acestea înfruntă și își distrug omologii tereștri, iar Pământul devine din ce în ce mai asemănător cu planeta Chtorr, pe măsură ce progresează "războiul". 
Gerrold este, de asemenea, autorul  seriei de cărți Star Wolf, centrată pe nava spațială omonimă și pe echipajul său: Voyage of the Star Wolf (1990), The Middle of Nowhere (1995), Blood and Fire (2004) și Yesterday's Children (1972) , care este de fapt un roman anterior care are același personaj principal, mai târziu extins și republicat în mod semnificativ ca Starhunt (1985) - apare înaintea celorlalte romane din continuitatea principală a seriei. Scenariul inițial din Yesterday's Children a fost povestea cadru  din propunerea sa timpurie pentru episodul Star Trek "Tomorrow Was Yesterday", mult modificată de-a lungul timpului. Gerrold plănuise să dezvolte acest concept într-o serie de televiziune, după cum a scris într-o introducere la Voyage a Star Wolf. Seria Star Wolf reflectă afirmația lui Gerrold că, datorită distanțelor implicate, luptele spațiale ar fi mai mult ca vânătorea de submarine decât luptele de obicei prezentate pe ecran - în cele mai multe cazuri navele care se luptă nu ar fi putut nici măcar să se vadă una pe celălalt. 
Gerrold a scris cartea non-fiction Worlds of Wonder: How to Write Science Fiction & Fantasy, publicată în 2001. 
În 2013, Gerrold a scris o scurtă poveste Starcraft 2 intitulată In the Dark pentru seria de povestiri scurte Blizzard Entertainment. 
Începând cu anul 2015, el este și membru al consiliului de administrație al Muzeului Științifico-Fantasticului de la Hollywood - Hollywood Science Fiction Museum.

### Serie

#### The War Against the Chtorr
1. A Matter for Men (1983)
2. A Day for Damnation (1984)
3. A Rage for Revenge (1989)
4. A Season for Slaughter (1992)
5. A Nest for Nightmares (în progres)
6. A Method for Madness (în progres)
7. A Time for Treason (planificat)
8. A Case for Courage (planificat)

#### Star Wolf
1. Yesterday's Children (sau Starhunt) (1972, rv.1980)
2. Voyage of the Star Wolf (1990)
3. The Middle of Nowhere (1995)
4. Blood and Fire (2004)

#### The Dingilliad
1. Jumping Off the Planet (2000)
2. Bouncing Off the Moon (2001)
3. Leaping to the Stars (2002)

#### Trackers
1. Under the Eye of God - Sub ochiul lui Dumnezeu (1993)
2. A Covenant of Justice - Un pact de justiție (1994)

### RomaneStar Trek
1. The Galactic Whirlpool  (1980)
2. Trouble with Tribbles (roman fotografic) (1973)
3. Encounter at Farpoint (1987)

### Alte romane
- The Flying Sorcerers - Vrăjitorii care zboară (sau The Misspelled Magician  - Magicianul greșit, 1971, cu Larry Niven )
- Space Skimmer (1972)
- When HARLIE Was One - Când HARLIE a fost unul (1972, relansat ca When HARLIE Was One, Release 2.0, 1988)
- Bătălia pentru planeta maimuțelor (1973)
- The Man Who Folded Himself  (1973)
- Moonstar Odyssey (1977)
- Deathbeast (1978)
- Șah cu un dragon (1987)
- The Martian Child - Copilul de pe Marte (2002)
- Child of Earth - Copilul de pe Pământ (2005)
- Ganny Knits a Spaceship (aprilie 2019), ISBN: 978-1948818339. Bazat pe o povestire din 2009, cu același nume, publicată pentru prima oară în universul lui Jim Baen. [28]

### Colecții
- With a Finger in My I (1972)
- The far side of the sky (2002)
- Alternate Gerrolds (2005)
- The Involuntary Human (2007)
- Baker Street Irregulars: Thirteen Authors with New Takes on Sherlock Holmes (2017)

### Antologii (editor)
- Protostars (1971) (cu Stephen Goldin)
- Generation (1972)
- Science Fiction Emphasis 1 (1974)
- Alternities (1974)
- Ascents of Wonder  (1977)

### Povestiri
- „The Impeachment of Adlai Stevenson” (1992) (colectată în antologia lui Mike Resnick, Alternate Presidents)
- „În zona de seism” în Antologiile Gardner Dozois , vol. I din  noiembrie 2007  (traducere a „In the Quake Zone” din 2005)

### Non - ficțiune
- The Trouble with Tribbles (1973)
- The World of Star Trek (1973, rv.1984)
- Worlds of Wonder: How to Write Science Fiction & Fantasy (2001)
- Taking the Red Pill: Science, Philosophy and Religion in The Matrix (2003) (cu Glenn Yeffeth)
- Boarding the Enterprise: Transporters, Tribbles, and the Vulcan Death Grip in Gene Roddenberry's Star Trek (2006) (cu Robert J. Sawyer)